# Faron de Meaux
Pour les articles homonymes, voir Faron.
Saint Faron (ou Burgundofaro ; 596-675), comte de Guînes, était évêque de Meaux. La famille à laquelle appartenait Faron est connue sous le nom de Faronides et porte son nom.
Il est canonisé comme saint dans l'Église orthodoxe orientale et l'Église catholique romaine.

## Histoire
Burgundofaro appartenait à une ancienne famille noble bourguignonne. Son père, Agénéric, était l'un des principaux seigneurs de la cour de Théodebert II. Ses frères étaient saint Waldebert, comte de Guines, Ponthieu et Saint-Pol  devenu abbé de Luxeuil, et Chagnoald, qui fut évêque de Laon, tandis que sa sœur était sainte Burgundofara, qui fonda le couvent des Faremoûtiers. Ils étaient les enfants de Chagnoric, chancelier de Dagobert Ier.
Faron passa sa jeunesse à la cour du roi Théodobert II. Il servit son successeur, Théodoric, puis Clotaire II. À la cour, il employait son crédit auprès du roi à protéger l'innocent, l'orphelin et la veuve ; et pour soulager et réconforter tous ceux qui étaient en détresse. Une fois, provoqué par les discours insolents de certains ambassadeurs saxons, Clothaire les fit jeter en prison, et jura de les faire mettre à mort. Faron l'engagea d'abord à différer l'exécution de vingt-quatre heures, et ensuite non seulement à leur pardonner, mais encore à les renvoyer chez eux chargés de présents.
Sa sœur, Burgundafara, était devenue abbesse, et en parlant avec elle, Faron prit la décision de renoncer à la vie de cour. Blidechilde, sa femme, dont il demanda le consentement, était dans les mêmes dispositions ; et ils se séparèrent d'un commun accord. Elle prit le voile, et se retira dans un endroit solitaire de ses propres domaines. Faron reçut la tonsure et rejoignit le clergé de Meaux.
Faron, qui a hérité des terres de Guines de son frère, le comte Waldebert, succède à Gundoald, probablement un de ses parents, comme évêque de Meaux entre 625 et 637. Il bâtit un monastère à Estrouanne, près du port de la Manche de Wissant, détruit et incendié par Gormond et Isembart.
Saint Fiacre se rapprocha de Faron, car il avait le désir de vivre une vie de solitude dans la forêt. Faron lui assigna un site au Breuil, dans la région de la Brie. Fiacre y construisit un oratoire en l'honneur de la Vierge Marie, un hospice dans lequel il recevait des étrangers et une cellule dans laquelle il vivait lui-même à l'écart.

### Articles liés
- Diocèse de Meaux
- Liste des évêques de Meaux